# Rupertkruis

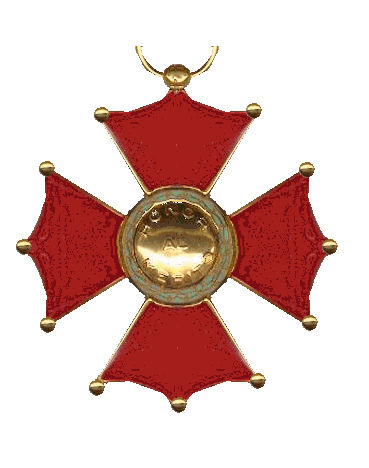
Rupertkruis van het Venezolaanse Kruis van de Landmacht

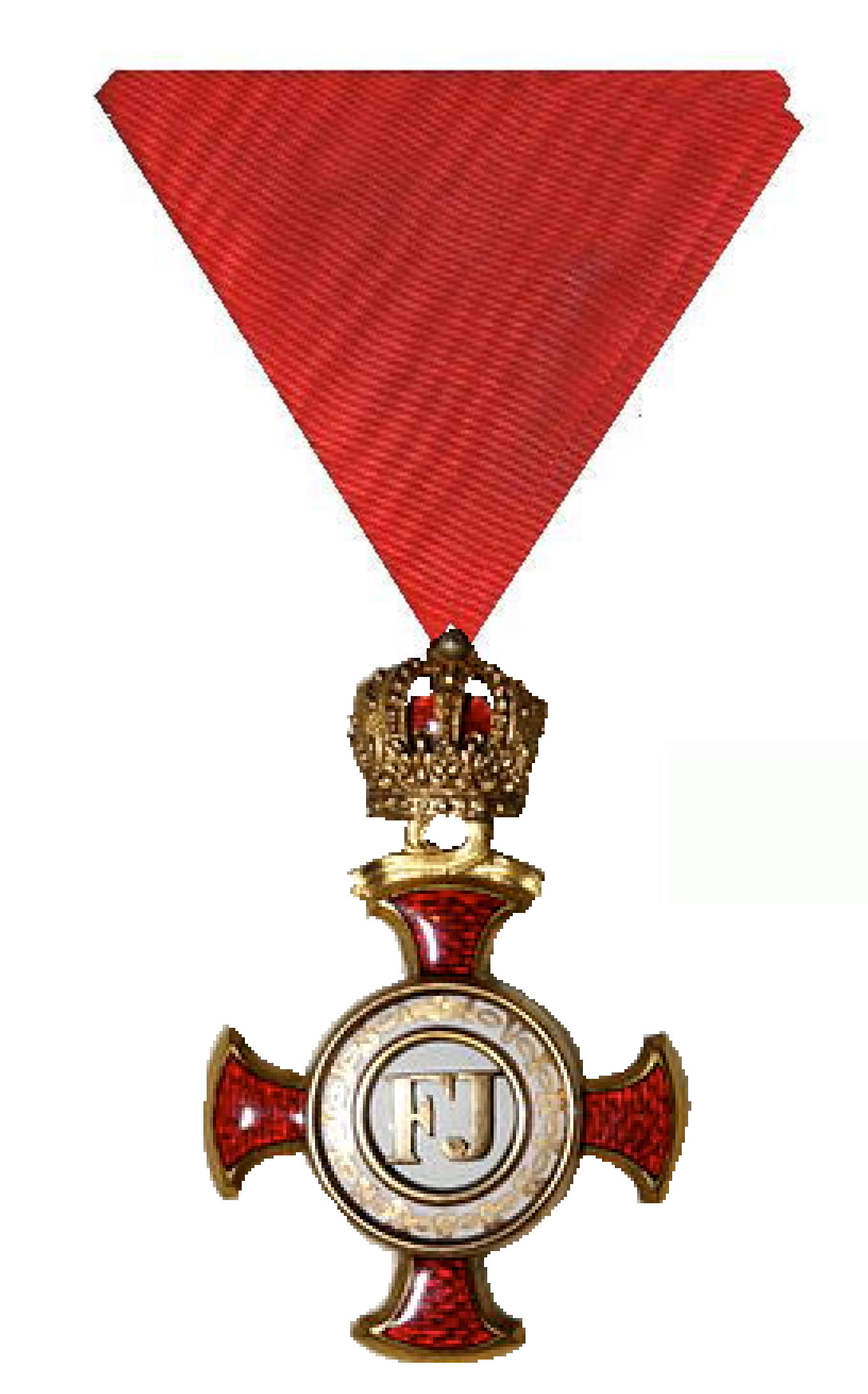
Rupertkruis in het Oostenrijkse Kruis van Verdienste

Het Rupertkruis is een van de vele uitvoeringen die een kruis in de Europese heraldiek en faleristiek heeft gekregen. In en rond Salzburg is het motief op versieringen en in architectuur terug te vinden.
Het kruis van de vroegere Oostenrijkse Frans Jozef-Orde en het Oostenrijkse Burgerlijk Kruis van Verdienste is een zogenaamd Rupertkruis, een kruis dat eerder in het Vorst-bisdom Salzburg door de inmiddels uitgestorven Orde van de Heilige Rupert was gebruikt. Het  kruis heeft uitwaaierende armen die in een naar buiten toe concave punt eindigen. In het oorspronkelijke kruis zijn op de 12 verste punten evenzoveel ballen geplaatst. Deze worden soms weggelaten.
In 1978 dook in Salzburg een nieuwe Rupertorde op.
Het kruis is populair als versiersel van onderscheidingen in landen over de gehele wereld. Men ziet het terug in onder andere deze onderscheidingen:
- Het Kruis van de Landmacht van Venezuela
- Het Kruis van Verdienste van het Japanse Rode Kruis
- De Orde van Trouwe Dienst  van het vroegere koninkrijk Roemenië
- Het Ereteken voor Verdienste voor het Rode Kruis van Oostenrijk-Hongarije
- Het Adolf-Friedrich-Kruis van Mecklenburg-Strelitz
- De Dapperheidsmedaille (Griekenland)